# Saurida filamentosa
Saurida filamentosa är en fiskart som beskrevs av Ogilby, 1910. Saurida filamentosa ingår i släktet Saurida och familjen Synodontidae. Inga underarter finns listade i Catalogue of Life.